# اچ‌ام‌اس بیرمنگام (سی۱۹)
اچ‌ام‌اس بیرمنگام (سی۱۹) (به انگلیسی: HMS Birmingham (C19)) یک کشتی بود که طول آن ۵۵۸ فوت (۱۷۰ متر) بود. این کشتی در سال ۱۹۳۶ ساخته شد.